# Siamogale melilutra
Siamogale melilutra — викопний вид хижих ссавців родини куницевих (Mustelidae), що існував у міоцені в Азії. Скам'янілі рештки виду знайдені у китайській провінції Юньнань. Описаний по рештках черепа, які дослідили за допомогою КТ-сканування. Це була велетенська видра завдовжки 1,9 м та вагою близько 50 кг.